# Посёлок 1-й
1-й — посёлок в Чебулинском районе Кемеровской области России. Входит в состав Алчедатского сельского поселения.

## География
Расположен на севере области. Центральная часть населённого пункта расположена на высоте 168 метров над уровнем моря.

## Население
| 2002 | 2010  |
| ---- | ----- |
| 555  | ↗1110 |

## Инфраструктура
Колония-поселение. ФКУ «КП № 2 ГУФСИН России по Кемеровской области».

## Транспорт
Проходит автодорога общего пользования регионального значения «Кемерово — Ленинск-Кузнецкий» (идентификационный номер 32 ОП РЗ К-593).